# 1528 en science
| Années de la science : 1525 - 1526 - 1527 - 1528 - 1529 - 1530 - 1531    |
| Décennies de la science : 1490 - 1500 - 1510 - 1520 - 1530 - 1540 - 1550 |

Cet article présente les faits marquants de l'année 1528 en science.

## Événements

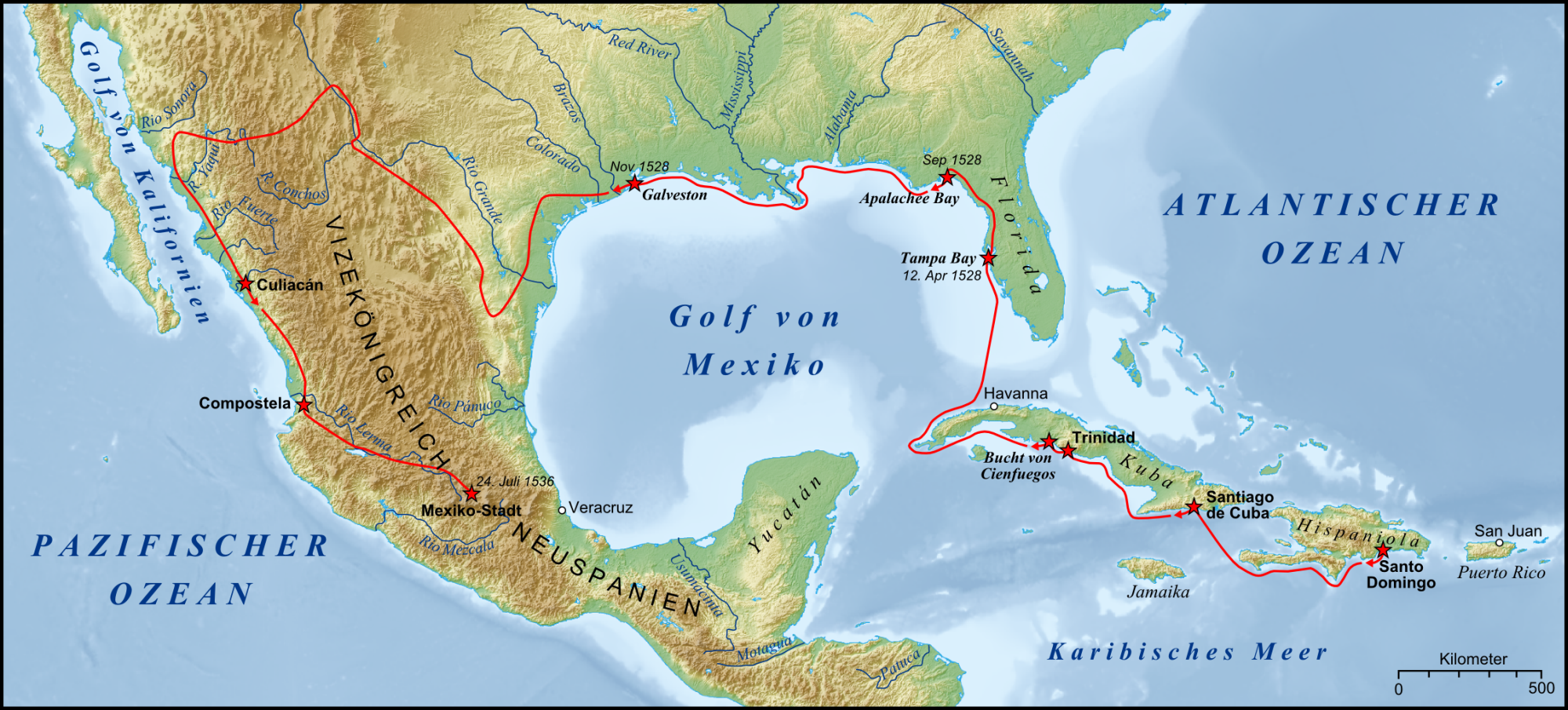
Expédition Cabeza de Vaca (1528-1536).

- Vers 1528-1534 : globe terrestre dit globe doré ou de Bure[1]. Il tient compte de la route de Magellan mais relie l’Amérique au continent asiatique[2].

- Début de l'expédition d'Álvar Núñez Cabeza de Vaca de la Floride à la Californie (1528-1536)[3].

## Publications
- Jean Fernel : Cosmotheoria, 1528. Où est indiqué le moyen de mesurer avec exactitude un degré de méridien[4].

## Naissances
- 10 octobre : Adam Lonitzer (mort en 1586), botaniste, naturaliste et médecin allemand.

- Anutius Foesius (mort en 1595), médecin helléniste français.
- Johann Jakob Wecker (mort en 1585 ou 1586), médecin et philosophe allemand.
- Vers 1528 : Jean Péna, mathématicien français.

## Décès

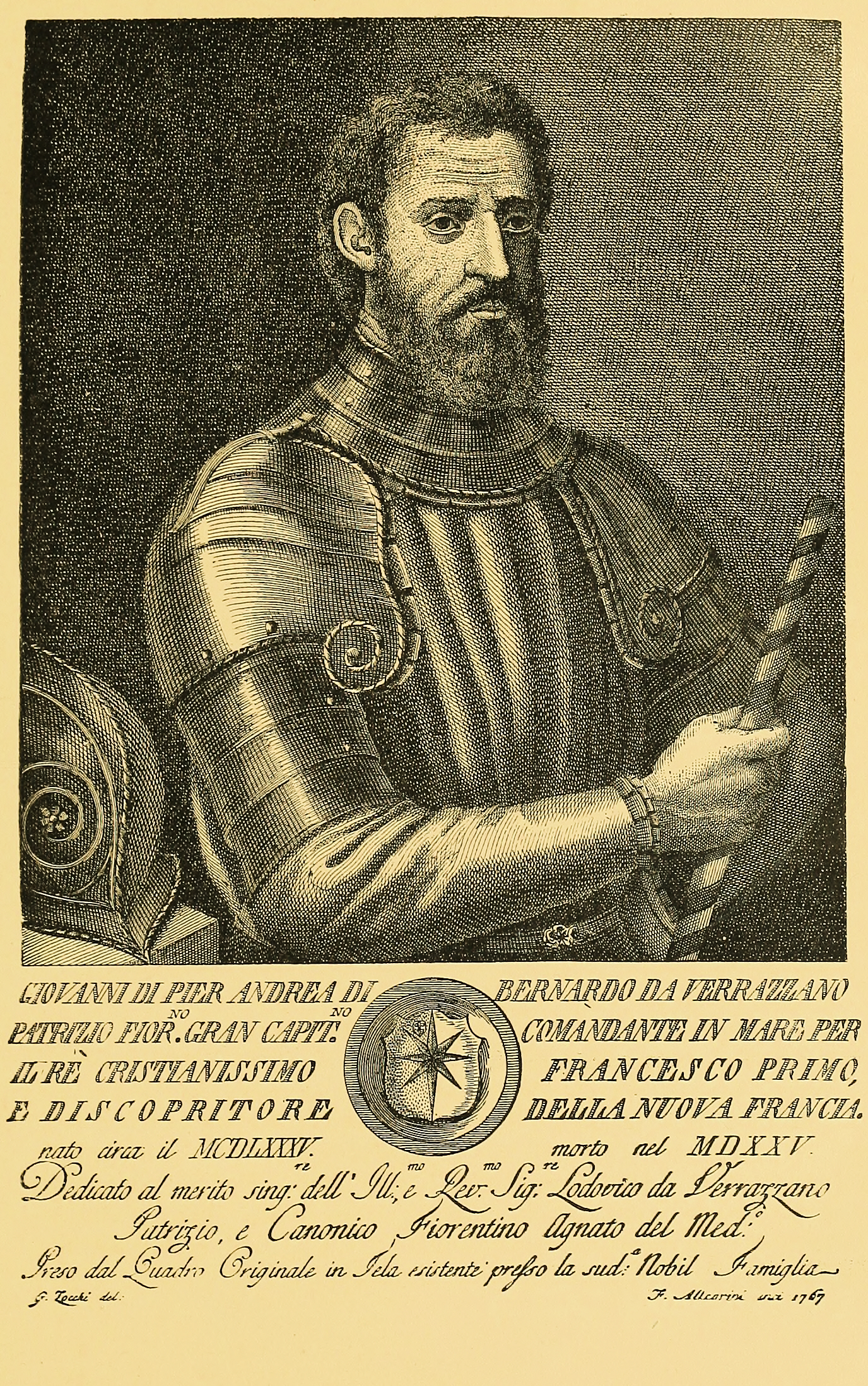
Giovanni da Verrazano.

- 6 avril : Albrecht Dürer, (né en 1471), peintre, graveur et mathématicien allemand.

- Martín Fernández de Enciso (né vers 1470), navigateur et géographe espagnol.
- Giovanni da Verrazano (né vers 1485), explorateur florentin.